# Chi Đậu Hà Lan
Chi Đậu Hà Lan (danh pháp khoa học: Pisum) là một chi trong họ Đậu (Fabaceae), có nguồn gốc ở vùng tây nam châu Á và đông bắc châu Phi. Chi này chứa từ một tới năm loài, phụ thuộc vào các diễn giải trong phân loại học; Cơ sở dữ liệu đậu quốc tế (ILDIS) chấp nhận ba loài, trong đó một loài có hai phân loài:
- Pisum abyssinicum (từ đồng nghĩa P. sativum phân loài abyssinicum)
- Pisum fulvum
- Pisum sativum - Đậu Hà Lan, đậu tròn
  - Pisum sativum phân loài elatius (đồng nghĩa P. elatius, P. syriacum)
  - Pisum sativum phân loài sativum

Pisum sativum (đậu Hà Lan), được con người đưa vào trồng từ lâu và là một trong những nguồn cung cấp thức ăn của loài người. Nó cũng được Mendel sử dụng trong các nghiên cứu ban đầu của mình về tính di truyền và thừa kế.
Chúng là các loài cây thân thảo sống một năm, với thân leo yếu và lá hình lông chim, ở đầu cuống lá là các sợi dây leo để chúng có thể quấn vào thân cây khác để leo lên. Hạt của chúng chứa nhiều protit (20-26%).
Các loài trong chi Pisum bị ấu trùng của một số loài thuộc bộ Lepidoptera phá hại, bao gồm Bucculatrix pyrivorella, Mamestra brassicae, Korscheltellus lupulina, Hepialus humuli, Hypercompe indecisa, Agrotis segetum, Xestia c-nigrum và Discestra trifolii.

## Hình ảnh

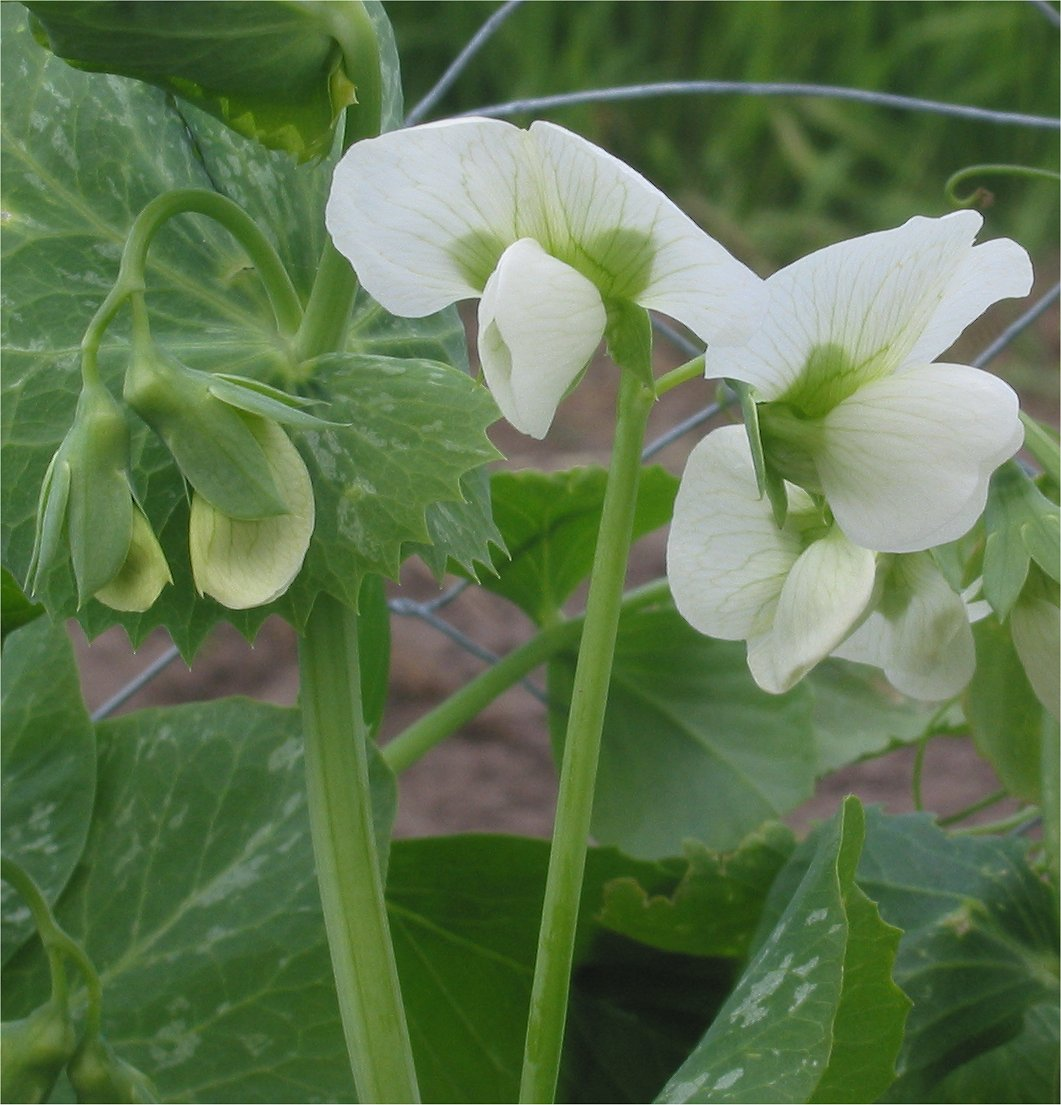
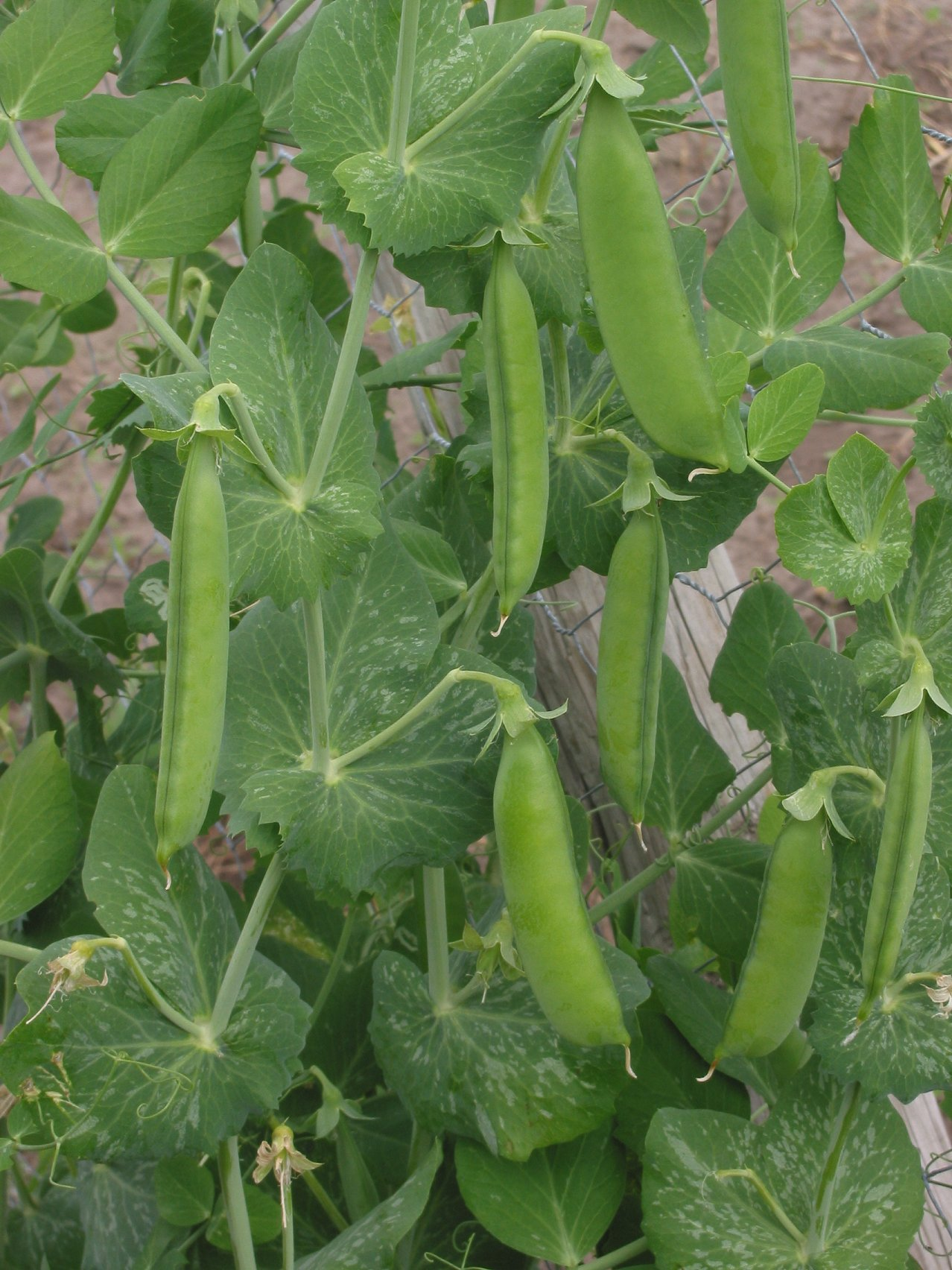
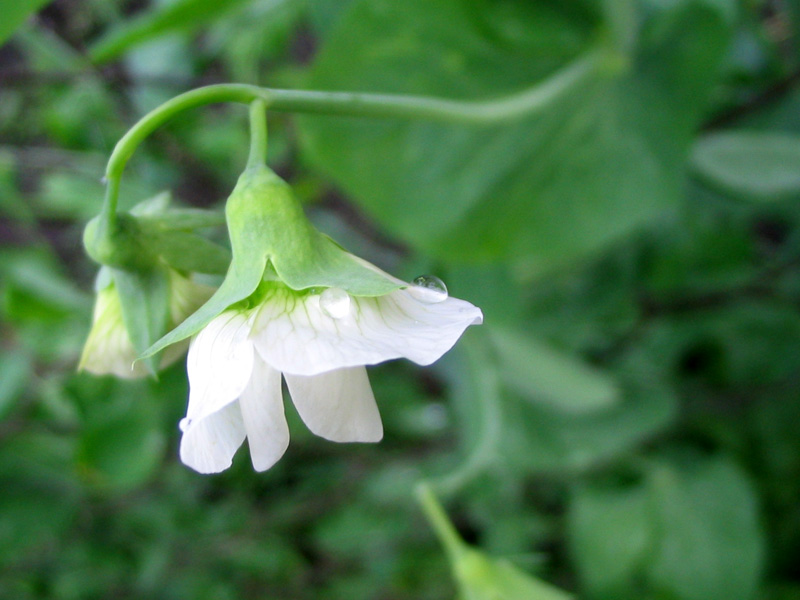

## Kinh tế
| Quốc gia       | 1985  | 1995  | 2005  |
| -------------- | ----- | ----- | ----- |
| Ấn Độ          | 1.380 | 2.500 | 3.200 |
| Trung Quốc     | 300   | 739   | 2.209 |
| Hoa Kỳ         | 1.310 | 1.112 | 885   |
| Pháp           | 427   | 557   | 428   |
| Vương quốc Anh | 500   | 447   | 322   |
| Ai Cập         | 79    | 219   | 290   |
| Bỉ             | 0     | 0     | 170   |
| Maroc          | 25    | 21    | 145   |
| Hungary        | 349   | 179   | 100   |
| Tây Ban Nha    | 55    | 58    | 97    |

| Quốc gia       | 1985  | 1995  | 2005  |
| -------------- | ----- | ----- | ----- |
| Canada         | 169   | 1.455 | 3.170 |
| Pháp           | 961   | 2.701 | 1.332 |
| Nga            | 0     | 1.212 | 1.290 |
| Trung Quốc     | 1.670 | 1.025 | 1.200 |
| Ấn Độ          | 331   | 667   | 800   |
| Hoa Kỳ         | 131   | 269   | 667   |
| Ukraina        | 0     | 1.376 | 600   |
| Đức            | 50    | 216   | 464   |
| Úc             | 241   | 530   | 401   |
| Vương quốc Anh | 215   | 286   | 200   |